# Sierndorf
Sierndorf – gmina targowa w Austrii, w kraju związkowym Dolna Austria, w powiecie Korneuburg. Według Austriackiego Urzędu Statystycznego liczyła 3 698 mieszkańców (1 stycznia 2014).